# ひまわり油

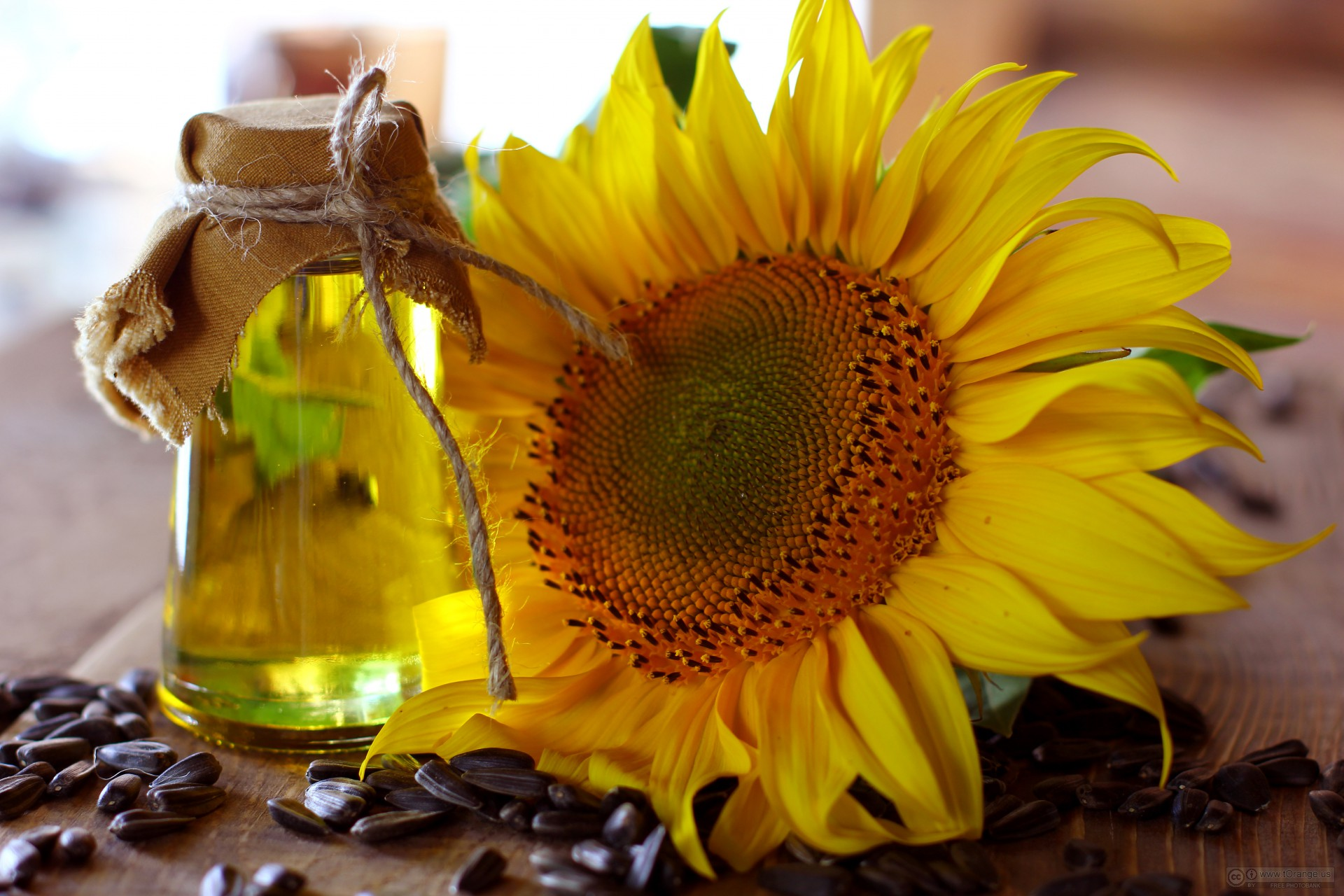
ひまわり油

ひまわり油（ひまわりゆ、ひまわりあぶら、向日葵油）は、ヒマワリの種子を原料とした油脂。主に食用油として用いられる。サンフラワー油とも。ベニバナ油であるサフラワー油と誤認されやすい。

## 生産および油脂品質
2009年、2010年の全世界における生産量は約1160万トンで、パーム油・大豆油・菜種油に次ぐ第4位。主なヒマワリ種子の産地は東ヨーロッパ諸国、アルゼンチン、米国、中国、インド。16世紀にアメリカからヨーロッパに持ち込まれ、18世紀頃から油糧植物としての栽培が始まった。在来品種の脂肪酸組成はリノール酸70%前後、オレイン酸15-20%の高リノール油であるが、生育環境温度などにより変化する。高緯度ではリノール酸が増加し、低緯度ではオレイン酸に富む。ヒマワリ種子の油脂含有量は当初30%であったが、品種改良により45%程度まで向上している。1970年にはソ連（当時）で高オレイン酸のヒマワリの品種が研究され、アメリカで改良が重ねられてオレイン酸を80%含む品種が開発された。1980年代半ばから改良種の栽培が始まり、ハイオレイック油と呼ばれる、オレイン酸含有率の高い油が生産されるようになった。2000年以降はリノール酸が15 - 20%、オレイン酸が40 - 60%の中オレインタイプのNuSun品種が伝統的な交配育種法により育成され、主流となっている。ヨウ素価は、ハイリノール油で120 - 142、中オレイン油で88 - 115、ハイオレイック油で78 - 98。
2007年、アメリカの中オレイン酸品種の作付面積は、全作付の85 - 90%を占め、ハイリノール酸種をヒマワリ油の例として提示するのは、適切でなくなった。歴史的には圧搾法を用いて油分を抽出していたが、今はノルマルヘキサンなどの有機溶媒を用いて油分を分離させる手法で工業的な大量生産を可能にしている。
実際の栄養価は、原料ひまわりの栽培条件、生育環境、品種、産地などで異なるため記載されている値は代表値である。
| 項目                     | 分量（g） |
| ------------------------ | --------- |
| 脂肪                     | 100       |
| 飽和脂肪酸               | 9.009     |
| 14:0（ミリスチン酸）     | 0.057     |
| 16:0（パルミチン酸）     | 4.219     |
| 18:0（ステアリン酸）     | 3.564     |
| 20:0（アラキジン酸）     | 0.297     |
| 22:0（ベヘン酸）         | 0.836     |
| 一価不飽和脂肪酸         | 57.334    |
| 16:1（パルミトレイン酸） | 0.095     |
| 18:1（オレイン酸）       | 57.029    |
| 20:1                     | 0.211     |
| 多価不飽和脂肪酸         | 28.962    |
| 18:2（リノール酸）       | 28.705    |
| 18:3（α-リノレン酸）     | 0.037     |

## 用途
日本ではエステル交換反応によるココアバター代替脂製造用が大部分で、マヨネーズやサラダドレッシング、マーガリンの原料としても用いられる。また、風味が良いため穀類やナッツ類などの表面保護、クッキーなどのコーティング、煎餅などのつや出し、揚げ物・炒め物などに使用されることもある。近年では、バイオディーゼル用燃料としても研究が進められている。
また第二次世界大戦中のソ連赤軍では、マイナス30℃以下でも凍結しない潤滑油として使われていた。